# PTW Architects
PTW Architects es un estudio de arquitectura australiano fundado en 1889 en Sídney.

## Historia
Originariamente fue constituido por James Peddle, quien había adquirido los conocimientos necesarios en Inglaterra y Estados Unidos para ejercer la arquitectura en Australia. Al poco tiempo, se asoció con Samuel George Thorp y en 1912 recibieron un primer reconocimiento a su labor por la planificación de la zona de jardines Daceyville en Sídney. En 1924 Ernest Walker se unió a la sociedad y desde entonces pasó a ser conocida como Peddle Thorpe & Walker. El nuevo miembro mostró un interés por la eficiencia y la tecnología desarrollada en la década de 1920, lo cual se vio reflejado en sus proyectos.
Durante la Segunda Guerra Mundial, PTW se dedicó a abordar numerosos proyectos concedidos por el Departamento de defensa de la Commonwealth. Desde mediados de 1950, el estudio creció exponencialmente debido al notable crecimiento registrado en Australia a partir de aquellos años, abordando sobre todo proyectos centrados en el mercado de la arquitectura comercial. Hasta la actualidad, han construido más de 150 edificios de carácter comercial entre Australia, Nueva Zelanda y Asia sudoriental.
Desde finales de 1980, PTW ha ido diversificando sus prácticas. Abarcan proyectos tanto de urbanismo, como de edificación, siendo ésta comercial, residencial e institucional. También diseñan instalaciones deportivas y edificios museísticos.
En la actualidad cuentan con oficinas en Sídney, Pekín, Shanghái, Ho Chi Minh, Hanói y Taipéi. A nivel mundial han adquirido una fama notable después de haber sido los autores del Centro Acuático Nacional de Pekín, construido para las Olimpiadas de 2008.